# Fundación Manantiales
Fundación Manantiales es una organización no gubernamental, dedicada a la prevención y asistencia de las adicciones.
Posee 9 sedes en Argentina, Uruguay, Brasil, Estados Unidos y España con 14 programas preventivo asistenciales, donde son asistidas diariamente alrededor de 300 personas. Fue creada el 16 de marzo de 1993, en la ciudad de San Isidro (Buenos Aires), Argentina. 
Desde sus inicios hasta la actualidad, ha recuperado con éxito a más de 5000 personas, lo que equivale a un 94% de efectividad en los tratamientos.[cita requerida]

## Vinculación y Convenios Internacionales
Es miembro consultor de la Organización de Estados Americanos (OEA).
Es miembro de la World Federation of Therapeutic Communities (WFTC),  prestigiosa organización internacional, con sede en Nueva York, EE. UU., especializada en el tratamiento de las adicciones. 
Es miembro de la Federación Latinoamericana de ComunidadesTerapéuticas(FLACT), organización internacional, sin fines de lucro, líder en el servicio a las personas afectadas por el consumo de sustancias psicoactivas. 
Ha suscripto un acuerdo con la United Nations Drug Control Programme (UNDCP) para brindar talleres de prevención en ámbitos laborales en Argentina y Uruguay.
Asimismo mantiene contacto directo con los departamentos de Prevención y Asistencia de los siguientes organismos: Organización de las Naciones Unidas (ONU), Organización de las Naciones Unidas para la Educación, la Ciencia y la Cultura (UNESCO), Organización Internacional del Trabajo (OIT) y Organización Mundial de la Salud (OMS).

## Campañas de Fundación Manantiales
Fundación Manantiales organizó en Argentina y Uruguay la Campaña de Prevención Internacional “WINNERS DON’T USE DRUGS” (Los ganadores no usan drogas) y “I FEEL GOOD WITHOUT DRUGS” (Me siento bien sin drogas) que logró la participación de las figuras más relevantes del ámbito empresarial, deportivo, artístico y político, unidos contra las adicciones. Asimismo, ha brindado más de 1800 talleres, conferencias y programas de prevención en establecimientos deportivos, culturales y educativos de nivel primario, secundario y universitario. La creación de INFODROGA e INFOANOREXIA, servicios de información telefónica por audio texto las 24 horas totalmente gratuitos, ha tenido gran éxito en Buenos Aires y Montevideo.
Otra campaña realizada es "LOS ÍDOLOS DONAN SU VOZ". Fundación Manantiales recurrió a diferentes celebridades para rescatar a jóvenes con problemas de adicciones que se negaban a recibir ayuda. La campaña, realizada paralelamente en Argentina y en Uruguay, tiene como finalidad llevar el mensaje de los padres cuyos hijos son adictos a las drogas a esos chicos, para que acepten realizar un tratamiento gratuito en Fundación Manantiales.
Hay personas que solo con su voz, pueden salvar una vida. Marcelo Tinelli, Natalia Oreiro, Dolores Fonzi, Lali Espósito, Valeria Mazza y Nicole Neumann, Andrea Frigerio y Araceli González, José Meolans, Wally Diamante de Grupo Mass, Facundo Garayalde, Juana Viale, Luis Ventura y Pupi Zanetti son algunas de las personalidades argentinas que le pusieron voz a ese mensaje, tan sentido, de distintos padres que se acercaron a Manantiales.
Mientras que en Uruguay han colaborado Sebastián Abreu, Lætitia d'Arenberg, Carlos Páez Rodríguez, Sergio Puglia, Alejandra Forlán, Larbanois & Carrero, Mónica Willengton, Chris Namús, Paola Dalto, Maximiliano de la Cruz, Álvaro Recoba, Sara Perrone, Darío Rodríguez, Gaspar Valverde, Patricia Wolf, Andrés Scotti, Karina Vignola, Pablo Robles, Vicente Sánchez, Facundo Piriz. 
La idea y el desarrollo artístico de la campaña fue producido con la colaboración de la agencia de publicidad La Comunidad, de José Molla, y la planificación y el vínculo con los famosos fue logrado con la ayuda de Wally Diamante y Grupo Mass.